# Павловское месторождение (Новая Земля)
Павловское месторождение — серебросодержащее свинцово-цинковое месторождение, участок Павловского рудного поля Безымянского рудно-полиметаллического узла, расположенного на острове Южный архипелага Новая Земля Архангельской области. Входит в пятёрку крупнейших подобных месторождений в России.
В пределах месторождения выделены три блока: Западный, Центральный и Восточный.

## История
В 1990-х годах в результате проведения региональных геологоразведочных работ ФГУП «Полярная морская геологоразведочная экспедиция» был обнаружен Безымянский рудно-полиметаллический узел (назван так в честь одноименной Безымянной реки в этом районе).
В 2000 году ОАО «Первая горнорудная компания» получила лицензию на право пользования недрами для геологического изучения недр в бассейне реки Безымянная архипелага Новая Земля. В 2001 году было открыто серебросодержащее месторождение свинцово-цинковых руд, названное Павловским. Однако в выдаче лицензии на разработку месторождения было отказано Министерством обороны.
С 2006 года контроль над ЗАО «Первая горнорудная компания» получила группа «Сумма Капитал».
C 2012 года ОАО «Атомредметзолото» приобрело 99,5 % акций ЗАО «Первая горнорудная компания».
Проект «Павловское» предполагает создание экономически эффективного производственного комплекса на базе серебросодержащего свинцово-цинкового месторождения Павловское (Безымянский рудный узел (Южный остров архипелага Новая Земля, Архангельская область), которое с минерально-сырьевой базой в размере 9,5 млн тонн руды (запасы C1+C2 прогнозные ресурсы P1+P2) входит в пятерку крупнейших в мире. Лицензией на право пользования данным участком недр владеет ЗАО «Первая горнорудная компания».
Результаты 2012 года:
- Направлена заявка о внесении изменений в лицензию на право пользования участком недр в части продления срока её действия.
- Инициировано получение ЗАО «Первая горнорудная компания» согласования Министерства обороны Российской Федерации на ведение хозяйственной деятельности на лицензионном участке.

Результаты 2013 года:
- В настоящее время на месторождении Павловское и других перспективных блоках проводятся поисково-оценочные работы.

По словам руководителя ЗАО «Первая горнорудная компания», Лукина Александра Павловича, добыча руды на месторождении Павловское начнется с 2019 году. Преимуществами проекта «Павловское» являются приповерхностное или неглубокое залегание рудных тел; относительно простое геологическое строение; карьерный способ отработки; хорошая обогатимость руд; недорогая логистика в связи с территориальной близостью месторождения к крупнейшим европейским заводам по переработке концентратов.

### Освоение
30 марта 2017 года губернатор Архангельской области Игорь Орлов и генеральный директор «Росатома» Алексей Лихачёв подписали соглашение о сотрудничестве в области комплексного освоения Арктической зоны РФ, предусматривающее реализацию «Росатомом» горнодобывающего проекта по освоению Павловского свинцово-цинкового месторождения. По словам Алексея Лихачева, реализация проекта по строительству горно-обогатительного комбината на Новой Земле планируется в конце 2021—2022 годах.
В 2017 году проект «Павловское» включен в государственную программу «Социально-экономическое развитие Арктической зоны Российской Федерации». Генеральным подрядчиком выступает инжиниринговый центр «Атомредметзолото» АО «ВНИПИпромтехнологии».

#### Порт
В 2018 году в губе Безымянная начаты инженерные изыскания в рамках строительства морского терминала для перевалки руды мощностью 0,36 млн тонн. Предполагаемые инвестиции в порт 6 млрд руб.

#### Обогатительный комбинат
Для получения рудного концентрата планируется построить горнообогатительный комбинат. В ноябре 2020 года ПКРК заключил предварительное соглашение с финской компанией Metso Outotec на проектирование плавучего обогатительного комбината.

## Характеристики месторождения
Павловское месторождение по данным на 1 января 2011 года является единственным месторождением Безымянского узла с утверждёнными балансовыми запасами полезных ископаемых. Учтённые запасы месторождения по категориям C1 + C2 составляют: цинка — 1967 тыс. тонн, свинца — 453 тыс. тонн, серебра — 672 тонны. Содержание свинца в рудной массе варьируется в пределах от 1,0 до 2,9 %, цинка — от 1,6 до 20,8 %.
По данным на 30 марта 2017 года, балансовые запасы месторождения составляют: 2 млн тонн цинка, 465 тыс. тонн свинца и 670 тонн серебра, а прогнозные ресурсы свинца и цинка суммарно оцениваются в 19 млн тонн.
Предполагается ведение разработки месторождения открытым способом, а перевозка концентрата — морским транспортом.